# Ruta 135 (Costa Rica)
La Ruta 135, oficialmente Ruta Nacional Secundaria 135, es una ruta nacional de Costa Rica ubicada en la provincia de Alajuela.

## Descripción
En la provincia de Alajuela, la ruta atraviesa el cantón de San Ramón (los distritos de San Ramón, San Rafael, San Isidro), el cantón de Atenas (los distritos de Atenas, Mercedes, San José, Santa Eulalia), el cantón de Palmares (los distritos de Palmares, Zaragoza, Buenos Aires, Candelaria, La Granja).